# Microporella spicata
Microporella spicata är en mossdjursart som beskrevs av William MacGillivray 1889. Microporella spicata ingår i släktet Microporella och familjen Microporellidae. Inga underarter finns listade i Catalogue of Life.